# Cold Fever
Cold Fever ist ein Film des isländischen Regisseurs Friðrik Þór Friðriksson von 1995. Der Originaltitel Á köldum klaka heißt übersetzt Auf kaltem Eis.
Ein junger Japaner reist nach Island, um den dort verstorbenen Eltern in einer Zeremonie nach alter japanischer Tradition die letzte Ehre zu erweisen. Dabei begegnet er den verschiedensten Menschen, Einheimischen und Touristen. Im Kontrast dazu steht jedoch immer die eisige und seltsam fremd wirkende Landschaft, und so kann man die Wirkung an einigen Stellen fast als surrealistisch bezeichnen. Der Film endet mit der Auffindung des Platzes, an dem die Eltern starben, und der Vollziehung der Zeremonie für die Toten.
Die Musik zu dem Film stammt von Hilmar Örn Hilmarsson. Der Anfang des Films spielt in Tokio und wurde im Seitenverhältnis 1,66:1 aufgenommen. Als das Flugzeug mit der Hauptperson Island erreicht wird das Bild breiter zum Seitenverhältnis 2,35:1.

## Festivalauszeichnungen
Der Film wurde beim Edinburgh International Film Festival 1995 mit dem Channel 4 Director’s Award, beim Festróia Tróia International Film Festival 1996 mit dem Golden Dolphin und beim Seattle International Film Festival 1996 mit dem Golden Space Needle Award für die Hauptdarstellerin Lili Taylor ausgezeichnet.